# Нюхта
Нюхта — деревня в Медведевском районе Марий Эл Российской Федерации, входит в состав Шойбулакского сельского поселения.
Численность населения — 155 человек (2014 год).

## География
Деревня находится на расстоянии 3 км на запад от села Шойбулак.

## Население
| 2010 | 2011 | 2012 | 2013 | 2014 |
| ---- | ---- | ---- | ---- | ---- |
| 111  | ↗137 | ↗148 | ↗151 | ↗155 |

Национальный состав на 1 января 2014 г.:
| Национальность | Численность, чел. | Доля   |
| -------------- | ----------------- | ------ |
| всего          | 155               | 100 %  |
| Марийцы        | 133               | 85,8 % |
| Русские        | 19                | 12,3 % |
| другие         | 3                 | 1,9 %  |

## Описание
Улично-дорожная сеть деревни имеет щебенчатое  покрытие. Жители проживают в индивидуальных домах. Деревня газифицирована. Централизованное водоснабжение присутствует .